# Elewter Luarsabowitsch Andronikaschwili
Elewter Luarsabowitsch Andronikaschwili (russisch Элевтер Луарсабович Андроникашвили, georgisch ელეფთერ ლუარსაბის ძე ანდრონიკაშვილი Elepter Luarsabis dse Andronikaschwili; * 12. Dezemberjul. / 25. Dezember 1910greg. in St. Petersburg; † 9. September 1989 in Tiflis) war ein russisch-georgischer Physiker und Hochschullehrer.

## Leben
Andronikaschwili entstammte einer bedeutenden georgischen Adelsfamilie, die sich auf ihren Vorfahren Kaiser Andronikos I. Komnenos von Byzans zurückführte und nach Anschluss Georgiens an das Russische Kaiserreich die Familie der Fürsten Andronikow war. Sein Großvater mütterlicherseits war der jüdische Historiker und Pädagoge Jakow Gurewitsch. Andronikaschwili war der jüngere Bruder des Literaturwissenschaftlers Irakli Andronikow.
Andronikaschwili studierte Physik am Leningrader Polytechnischen Institut mit Abschluss 1932. 1934–1945 hielt er Vorlesungen an der Universität Tiflis. 1940 begann er die Arbeit an seiner Doktorarbeit in Pjotr Kapizas Institut für Physikalische Probleme der Akademie der Wissenschaften der UdSSR in Moskau, die er nach Beginn des Deutsch-Sowjetischen Krieges zunächst abbrechen musste.
Ab 1942 arbeitete Andronikaschwili im Physik-Institut der 1941 gegründeten Akademie der Wissenschaften der Georgischen SSR. 1945 nahm er die Arbeit an seiner Doktorarbeit wieder auf und wurde 1948 zum Doktor der physikalisch-mathematischen Wissenschaften promoviert. 1951 wurde er Direktor des Physik-Institut der Akademie der Wissenschaften der Georgischen SSR und gleichzeitig Leiter des Physik-Lehrstuhls der Universität Tiflis mit Ernennung zum Professor. 1955 wurde er Wirkliches Mitglied der Akademie der Wissenschaften der Georgischen SSR.
Andronikaschwili befasste sich mit Problemen der Quantenhydrodynamik, der Tieftemperaturphysik, der kosmischen Strahlung, der Festkörperphysik, der Kerntechnik und der Biophysik. Bekannt wurde er durch seine frühen experimentellen Untersuchungen des superflüssigen Heliums II. Das von Lew Landau vorgeschlagene klassische Experiment mit Messung der Torsionsschwingungsperiode und -dämpfung aufeinander liegender Scheiben führte er 1946 durch. 1960 untersuchte er Vortexwellen in Helium II. 1961 entwickelte er einen Kühlkreislauf zur Bestrahlung von Materialien im Kernreaktor bei Temperaturen nahe dem absoluten Nullpunkt.

## Ehrungen
- Stalinpreis III. Klasse (1952)[1]
- Staatspreis der UdSSR (1978)